# Eneco Tour 2009
La 5.ª edición del Eneco Tour se disputó entre el 18 y el 25 de agosto de 2009. Como en años precedentes se recorrieron partes de los Países Bajos y de Bélgica. La primera y la última etapa fueron contrarreloj. El recorrido contaba con otras seis etapas en línea. La longitud total del fue de 1.128,1 km.
La carrera formó parte del UCI World Calendar 2009 como carrera UCI ProTour. 
El ganador final fue Edvald Boasson Hagen (quien además se hizo con dos etapas y la clasificación por puntos). Le acompañaron en el podio Sylvain Chavanel y Sebastian Langeveld, respectivamente.

## Equipos participantes
Tomaron parte en la carrera 21 equipos: los 18 equipos de categoría UCI ProTour (al ser obligada su participación); más 3 equipos de categoría Profesional Continental mediante invitación de la organización (Skil-Shimano, Topsport Vlaanderen-Mercator y Vacansoleil Pro Cycling Team). Formando así un pelotón de 166 ciclistas, con 8 corredores cada equipo (excepto el Euskaltel-Euskadi y el Milram que salieron con 7), de los que acabaron 131. Los equipos participantes fueron:
| - Ag2r-La Mondiale - Astana - Bbox Bouygues Télécom - Caisse d'Epargne - Cofidis, le Crédit en Ligne - Euskaltel-Euskadi - Française des Jeux | - Fuji-Servetto - Garmin-Slipstream - Lampre-NGC - Liquigas - Quick Step - Rabobank - Silence-Lotto | - Skil-Shimano - Team Columbia-HTC - Team Katusha - Team Milram - Team Saxo Bank - Topsport Vlaanderen-Mercator - Vacansoleil Pro Cycling Team |

## Etapas

### Prólogo. 18 de agosto de 2009.Róterdam-Róterdam(CRI), 4,4 km
| Resultado del prólogo y clasificación general después de este: \| \| Ciclista \| Equipo \| Tiempo \| \| - \| ---------------- \| ----------------- \| ------ \| \| 1 \| Sylvain Chavanel \| Quick Step \| 4' 55" \| \| 2 \| Tyler Farrar \| Garmin-Slipstream \| + 1" \| \| 3 \| Tom Boonen \| Quick Step \| + 1" \| \| 4 \| Bradley Wiggins \| Garmin-Slipstream \| + 2" \| \| 5 \| Joost Posthuma \| Rabobank \| + 2" \| |                  |                   |        |
| | Ciclista         | Equipo            | Tiempo |
| 1 | Sylvain Chavanel | Quick Step        | 4' 55" |
| 2 | Tyler Farrar     | Garmin-Slipstream | + 1"   |
| 3 | Tom Boonen       | Quick Step        | + 1"   |
| 4 | Bradley Wiggins  | Garmin-Slipstream | + 2"   |
| 5 | Joost Posthuma   | Rabobank          | + 2"   |

### Etapa 1. 19 de agosto de 2009.Aalter-Ardooie, 185,4 km
|   | Ciclista             | Equipo            | Tiempo     |
| - | -------------------- | ----------------- | ---------- |
| 1 | Tyler Farrar         | Garmin-Slipstream | 4h 18' 40" |
| 2 | Tom Boonen           | Quick Step        | m.t.       |
| 3 | Edvald Boasson Hagen | Columbia-HTC      | m.t.       |
| 4 | Graeme Brown         | Rabobank          | m.t.       |
| 5 | Robert Förster       | Milram            | m.t.       |

|   | Ciclista             | Equipo            | Tiempo     |
| - | -------------------- | ----------------- | ---------- |
| 1 | Tyler Farrar         | Garmin-Slipstream | 4h 23' 26" |
| 2 | Tom Boonen           | Quick Step        | + 4"       |
| 3 | Sylvain Chavanel     | Quick Step        | + 9"       |
| 4 | Edvald Boasson Hagen | Columbia-HTC      | + 10"      |
| 5 | Bradley Wiggins      | Garmin-Slipstream | + 11"      |

### Etapa 2. 20 de agosto de 2009.Ardooie-Bruselas, 178,1 km
|   | Ciclista             | Equipo             | Tiempo     |
| - | -------------------- | ------------------ | ---------- |
| 1 | Tyler Farrar         | Garmin-Slipstream  | 4h 17' 53" |
| 2 | Yauheni Hutarovich   | Française des Jeux | m.t.       |
| 3 | Edvald Boasson Hagen | Columbia-HTC       | m.t.       |
| 4 | Graeme Brown         | Rabobank           | m.t.       |
| 5 | Tom Veelers          | Skil-Shimano       | m.t.       |

|   | Ciclista             | Equipo            | Tiempo     |
| - | -------------------- | ----------------- | ---------- |
| 1 | Tyler Farrar         | Garmin-Slipstream | 8h 41' 09" |
| 2 | Edvald Boasson Hagen | Columbia-HTC      | + 13"      |
| 3 | Tom Boonen           | Quick Step        | + 14"      |
| 4 | Sylvain Chavanel     | Quick Step        | + 19"      |
| 5 | Bradley Wiggins      | Garmin-Slipstream | + 21"      |

### Etapa 3. 21 de agosto de 2009.Niel-Hasselt, 158,3 km
|   | Ciclista               | Equipo            | Tiempo     |
| - | ---------------------- | ----------------- | ---------- |
| 1 | Tom Boonen             | Quick Step        | 3h 43' 19" |
| 2 | Tyler Farrar           | Garmin-Slipstream | m.t.       |
| 3 | Francesco Chicchi      | Liquigas          | m.t.       |
| 4 | José Joaquín Rojas Gil | Caisse d'Epargne  | m.t.       |
| 5 | Alexei Markov          | Katusha           | m.t.       |

|   | Ciclista             | Equipo            | Tiempo      |
| - | -------------------- | ----------------- | ----------- |
| 1 | Tyler Farrar         | Garmin-Slipstream | 12h 24' 22" |
| 2 | Tom Boonen           | Quick Step        | + 10"       |
| 3 | Edvald Boasson Hagen | Columbia-HTC      | + 19"       |
| 4 | Sylvain Chavanel     | Quick Step        | + 25"       |
| 5 | Bradley Wiggins      | Garmin-Slipstream | + 27"       |

### Etapa 4. 22 de agosto de 2009.Hasselt-Libramont, 221,2 km
|   | Ciclista             | Equipo                       | Tiempo     |
| - | -------------------- | ---------------------------- | ---------- |
| 1 | Tyler Farrar         | Garmin-Slipstream            | 5h 27' 01" |
| 2 | Edvald Boasson Hagen | Columbia-HTC                 | m.t.       |
| 3 | Francesco Gavazzi    | Lampre-N.G.C.                | m.t.       |
| 4 | Greg Van Avermaet    | Silence-Lotto                | m.t.       |
| 5 | Kristof Goddaert     | Topsport Vlaanderen-Mercator | m.t.       |

|   | Ciclista             | Equipo            | Tiempo      |
| - | -------------------- | ----------------- | ----------- |
| 1 | Tyler Farrar         | Garmin-Slipstream | 17h 51' 13" |
| 2 | Tom Boonen           | Quick Step        | + 20"       |
| 3 | Edvald Boasson Hagen | Columbia-HTC      | + 23"       |
| 4 | Sylvain Chavanel     | Quick Step        | + 35"       |
| 5 | Maarten Tjallingii   | Rabobank          | + 37"       |

### Etapa 5. 23 de agosto de 2009.Roermond-Sittard, 204,3 km
|   | Ciclista             | Equipo         | Tiempo     |
| - | -------------------- | -------------- | ---------- |
| 1 | Lars Ytting Bak      | Team Saxo Bank | 5h 13' 16" |
| 2 | Edvald Boasson Hagen | Columbia-HTC   | + 2"       |
| 3 | Francesco Gavazzi    | Lampre-N.G.C.  | m.t.       |
| 4 | Greg Van Avermaet    | Silence-Lotto  | m.t.       |
| 5 | Juan Antonio Flecha  | Rabobank       | m.t.       |

|   | Ciclista             | Equipo            | Tiempo      |
| - | -------------------- | ----------------- | ----------- |
| 1 | Edvald Boasson Hagen | Columbia-HTC      | 23h 04' 55" |
| 2 | Tyler Farrar         | Garmin-Slipstream | + 15"       |
| 3 | Lars Ytting Bak      | Saxo Bank         | + 15"       |
| 4 | Sylvain Chavanel     | Quick Step        | + 21"       |
| 5 | Vincenzo Nibali      | Liquigas          | + 23"       |

### Etapa 6. 24 de agosto de 2009.Genk-Roermond, 163,3 km
|   | Ciclista             | Equipo            | Tiempo     |
| - | -------------------- | ----------------- | ---------- |
| 1 | Edvald Boasson Hagen | Columbia-HTC      | 3h 28' 58" |
| 2 | Matthew Goss         | Saxo Bank         | m.t.       |
| 3 | Tyler Farrar         | Garmin-Slipstream | m.t.       |
| 4 | Graeme Brown         | Rabobank          | m.t.       |
| 5 | Francesco Chicchi    | Liquigas          | m.t.       |

|   | Ciclista             | Equipo            | Tiempo      |
| - | -------------------- | ----------------- | ----------- |
| 1 | Edvald Boasson Hagen | Columbia-HTC      | 26h 33' 33" |
| 2 | Tyler Farrar         | Garmin-Slipstream | + 21"       |
| 3 | Lars Bak             | Saxo Bank         | + 25"       |
| 4 | Sylvain Chavanel     | Quick Step        | + 31"       |
| 5 | Joost Posthuma       | Rabobank          | + 33"       |

### Etapa 7. 25 de agosto de 2009.Amersfoort-Amersfoort, 13,1 km (CRI)
|   | Ciclista              | Equipo        | Tiempo  |
| - | --------------------- | ------------- | ------- |
| 1 | Edvald Boasson Hagen  | Columbia-HTC  | 16' 07" |
| 2 | Sebastian Langeveld   | Rabobank      | + 4"    |
| 3 | Maarten Tjallingii    | Rabobank      | + 5"    |
| 4 | Sylvain Chavanel      | Quick Step    | + 14"   |
| 5 | Jurgen Van Den Broeck | Silence-Lotto | + 16"   |

|   | Ciclista              | Equipo            | Tiempo      |
| - | --------------------- | ----------------- | ----------- |
| 1 | Edvald Boasson Hagen  | Team Columbia-HTC | 26h 49' 40" |
| 2 | Sylvain Chavanel      | Quick Step        | + 45"       |
| 3 | Sebastian Langeveld   | Rabobank          | + 47"       |
| 4 | Jurgen Van Den Broeck | Silence-Lotto     | + 58"       |
| 5 | Maxime Monfort        | Team Columbia-HTC | + 58"       |

## Clasificaciones finales

### Clasificación general
| Posición | Ciclista              | Equipo                       | Tiempo      |
| -------- | --------------------- | ---------------------------- | ----------- |
|          | Edvald Boasson Hagen  | Columbia-HTC                 | 26h 49' 40" |
| 2        | Sylvain Chavanel      | Quick Step                   | + 45"       |
| 3        | Sebastian Langeveld   | Rabobank                     | + 47"       |
| 4        | Jurgen Van Den Broeck | Silence-Lotto                | + 58"       |
| 5        | Maxime Monfort        | Columbia-HTC                 | + 58"       |
| 6        | Juan Antonio Flecha   | Rabobank                     | + 58"       |
| 7        | Lars Bak              | Saxo Bank                    | + 58"       |
| 8        | Maarten Tjallingii    | Rabobank                     | + 1' 06"    |
| 9        | Jan Bakelants         | Topsport Vlaanderen-Mercator | + 1' 12"    |
| 10       | Francesco Chicchi     | Liquigas                     | + 1' 22"    |

### Clasificación por puntos
| Posición | Ciclista             | Equipo           | Puntos |
| -------- | -------------------- | ---------------- | ------ |
|          | Edvald Boasson Hagen | Columbia-HTC     | 170    |
| 2        | Lars Ytting Bak      | Saxo Bank        | 59     |
| 3        | Francesco Gavazzi    | Lampre-N.G.C.    | 59     |
| 4        | José Joaquín Rojas   | Caisse d'Epargne | 45     |
| 5        | Matthew Goss         | Saxo Bank        | 40     |